# 多摩美術大学

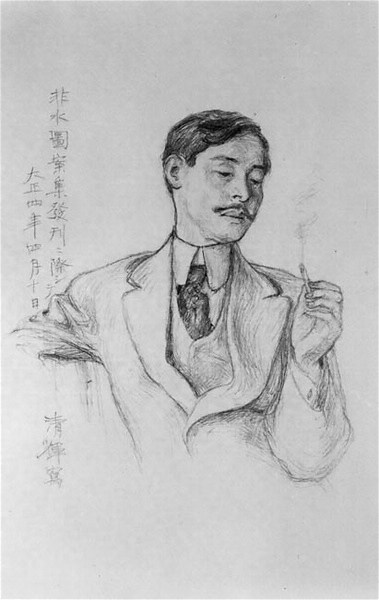
『杉浦非水像』 黒田清輝筆 （1915年）

多摩美術大学（たまびじゅつだいがく、英語: Tama Art University）は、東京都世田谷区上野毛に本部を置く日本の私立大学である。1935年創立、1953年に大学設置。略称は多摩美、TAU。
初代校長はグラフィックデザイナーの杉浦非水。キャンパスは八王子と上野毛の2キャンパス。付属施設に多摩美術大学美術館や芸術人類学研究所（八王子キャンパス）がある。 また、1954年、多摩美術大学に併設開校した専門学校である多摩芸術学園は1992年閉校し、多摩美術大学造形表現学部に再編成され、現在の多摩美術大学美術学部演劇舞踊デザイン学科に統合された。

## 沿革

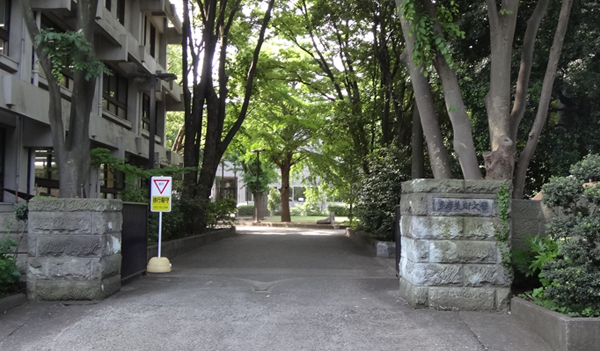
多摩美術大学正門(上野毛)

- 1935年 多摩帝国美術学校を現在の東京都世田谷区上野毛に創設する[10][2]。今井兼次教授設計の校舎が完成する[11][12][13][14][15][16]。『武蔵野美術大学は1929年に創立。武蔵野美術大学の前身である「帝国美術学校」から多摩美術大学が独立した』と記述されているのは正しくない[17]。帝国美術学校 (現：武蔵野美術大学）の発祥地である吉祥寺校は閉校した[18]。
- 1937年 財団法人設立。女子部が創立され、女子の入学が許可。
- 1947年 専門学校令による専門学校に昇格、多摩造形芸術専門学校（美術部・建築部・工芸部）と改称
- 1950年 多摩美術短期大学（絵画科・彫刻科・造形図案科）を設置。
- 1951年 学校法人に組織変更。
- 1953年 多摩美術大学(学長：井上忻治)を設置。
- 1954年 多摩芸術学園映画科・演劇科 (学園長：逸見梅栄)を設置。
- 1956年 多摩芸術学園に舞台美術科、脚本科、演出科専攻を増設。
- 1956年 多摩芸術学園に写真科を増設。
- 1964年 大学院（絵画学科・デザイン学科・芸術学科）を設置。
- 1969年 芸術学科と建築科の設置が認可。学園紛争により全学封鎖。八王子校地に本館、学生寮が完成。
- 1973年 多摩美術大学文様研究所開設を設置。[19]
- 1973年 多摩芸術学園にデザイン科を新設。
- 1973年 専修学校 多摩芸術学園（絵画科増設、6学科体制）
- 1985年 長野県豊科町（現・安曇野市）と多摩美術大学クラフトデザイン研究会の提携によりあづみ野ガラス工房を設立。
- 1989年 美術学部二部（絵画学科・デザイン学科・芸術学科:映像コース、演劇コース）を開講。
- 1998年 情報デザイン学科を開講。
- 1999年 二部を改め造形表現学部(造形学科・デザイン学科・映像演劇学科)開講。
- 1999年 辻惟雄が学長に就任。[20]
- 2000年 多摩美術大学美術館を多摩センターに移転し新規開設。
- 2001年 大学院（博士課程後期）を開設。
- 2002年 生涯学習センターを設置。
- 2005年 芸術人類学研究所を開設。
- 2006年 バナナ テキスタル プロジェクトが、文部科学省現代的教育ニーズ取組支援プログラム（現代GP）に選定された後、地球環境問題とデザイン教育を連携させた授業を展開している。
- 2008年 2007年9月、文部科学省の大学院教育改革支援プログラムに、本学の「異文化相互批評が可能にする高度人材育成」の取り組みが採択され、この年から、「大学院教育改革支援プログラム異文化相互批評が可能にする高度人材育成」CO-CORE国際講評会を開催している。（東京、ヘルシンキ、北京）
- 2010年 3331Arts Chiyoda (東京都千代田区）内にアキバタマビ21（ギャラリー）を開設する。
- 2011年 五十嵐威暢が学長に就任。[21]
- 2012年 多摩美術大学院美術研究科芸術学専攻身体表現研究領域開設。
- 2014年 統合デザイン学科[22]と演劇舞踊デザイン学科を開設する。造形表現学部の学生募集を停止。
- 2015年 建畠晢が学長に就任[23]。アートテークが完成。奈良古美術セミナーハウスの建て替え工事完成。創立80周年記念式典を開催。シンシナティ大学（米国）と国際協定を結ぶ。
- 2016年 富士山麓セミナーハウスの建て替え工事完成。美術学部全学科で推薦入学試験を実施。
- 2018年 大学院美術研究科博士前期課程（修士課程）にデザイン専攻統合デザイン領域、演劇舞踊専攻を設置。アートアーカイヴセンター設置。
- 2019年 青柳正規が理事長に就任。[24]
- 2020年 日本初の「デザイン経営」[25]人材育成のための講座 TCL-多摩美術大学クリエイティブリーダーシップ プログラムを開講。[26][27][28]
- 2020年 大学院生対象の横断型講座「エクスペリメンタルワークショップ（EWS）」国際的かつ継続的に実施し学科や専攻の枠組みを超えて、学生が主体的に取り組んで複合プログラムを開設。[29][30][31]
- 2021年 大学直営学生寮「多摩美オリーブ館」を八王子キャンパス隣接地に設置。「多摩美術大学 TUB」（東京ミッドタウン・デザインハブ内）を設置。
- 2021年 東京2020組織委員会(東京オリンピック・パラリンピック競技大会組織委員会)が主催する「東京2020 NIPPONフェスティバル」共催プログラムを多摩美術大学美術館にて開催[32][33]
- 2023年 内藤廣が学長に就任。[34][35][36]

## 附属機関
多摩美術大学美術館
現在リニューアル準備中
Up & Coming 外苑前
〒150-0001 東京都渋谷区神宮前3-42-18
外苑前駅3番出口より徒歩4分
表参道駅A2出口より徒歩10分
原宿駅・明治神宮前駅5番出口より徒歩13分
(多摩美術大学が運営するオルタナティブ・スペース )
Tama Art University Bureau（TUB）

東京ミッドタウン・デザインハブ（東京都港区赤坂9-7−1 ミッドタウンタワー）
六本木駅直結、乃木坂駅徒歩3分、六本木一丁目駅徒歩10分
富士山麓セミナーハウス（純林苑）
〒401-0501 山梨県南都留郡山中湖村山中1213
奈良古美術セミナーハウス（飛鳥寮）
〒630-8431 奈良県奈良市窪之庄町117
安曇野ガラス工房
長野県安曇野市
上記に加え、長野県上水内郡野尻湖湖畔に研修所がある。

## 教育

### 学部

#### 美術学部
- 絵画学科
  - 日本画専攻
  - 油画専攻
  - 版画専攻
- 彫刻学科
- 工芸学科
- グラフィックデザイン学科
- 生産デザイン学科
  - プロダクトデザイン専攻
  - テキスタイルデザイン専攻
- 建築・環境デザイン学科[45][46]
  - 建築デザイン専攻[47]
  - インテリアデザイン専攻[48]
  - ランドスケープデザイン( 都市環境デザイン )専攻[49][50]
- 情報デザイン学科
  - メディア芸術コース
  - 情報デザインコース
- 統合デザイン学科
- 演劇舞踊デザイン学科
  - 演劇舞踊コース
  - 劇場美術デザインコース
- 芸術学科

### 大学院

#### 美術研究科
- 修士課程（博士前期課程）
  - 絵画専攻
    - 日本画研究領域
    - 油画研究領域
    - 版画研究領域

  - 彫刻専攻
  - 工芸専攻
  - デザイン専攻
    - グラフィックデザイン研究領域
    - プロダクトデザイン研究領域
    - テキスタルデザイン研究領域
    - 建築・環境デザイン研究領域[51]
    - 情報デザイン研究領域

  - 統合デザイン専攻[52]
  - 芸術学専攻
  - 演劇舞踊専攻
  - エクスペリメンタル・ワークショップ（EWS）[29][30][31][53]
- 博士課程（博士後期課程）
  - 美術専攻

### 講座
- 多摩美術大学生涯学習プログラム[54]
- TCL-多摩美術大学クリエイティブリーダーシップ プログラム[27][55][56][57](教育訓練経費の一部支給制度を適用される「厚生労働省特定一般教育訓練講座」に指定[58]。文部科学省「職業実践力育成プログラム（BP）」に認定。[59][60])「デザイン経営」人材育成講座[61][62]

## 学内施設

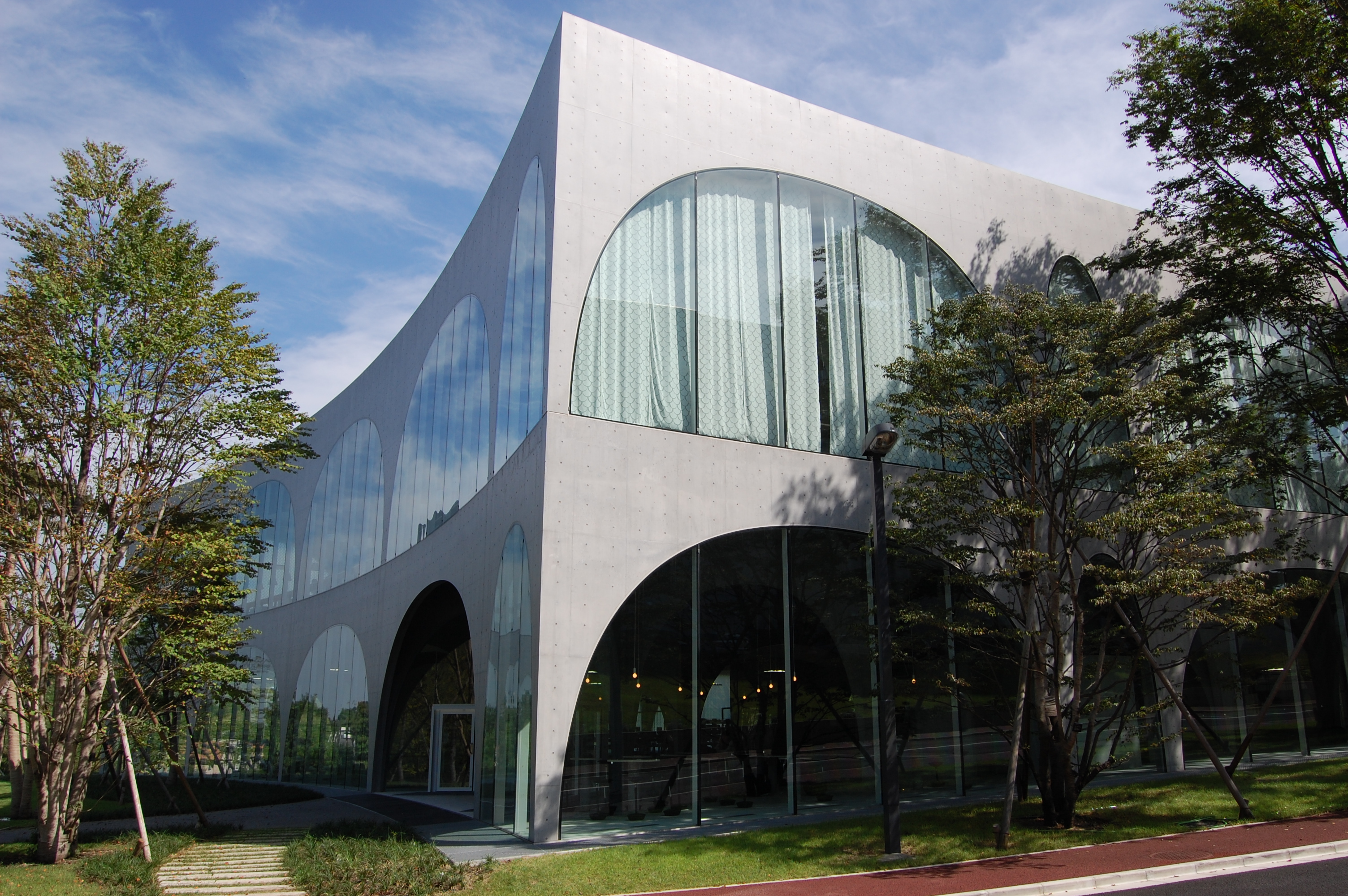
多摩美術大学図書館

出典:

### 八王子キャンパス
大学院、美術学部絵画学科、彫刻学科、工芸学科、グラフィックデザイン学科、生産デザイン学科、建築・環境デザイン学科、芸術学科
〒192-0394 東京都八王子市鑓水2-1723
橋本駅北口から徒歩21分、または神奈川中央交通バス「多摩美術大学行」で約8分。

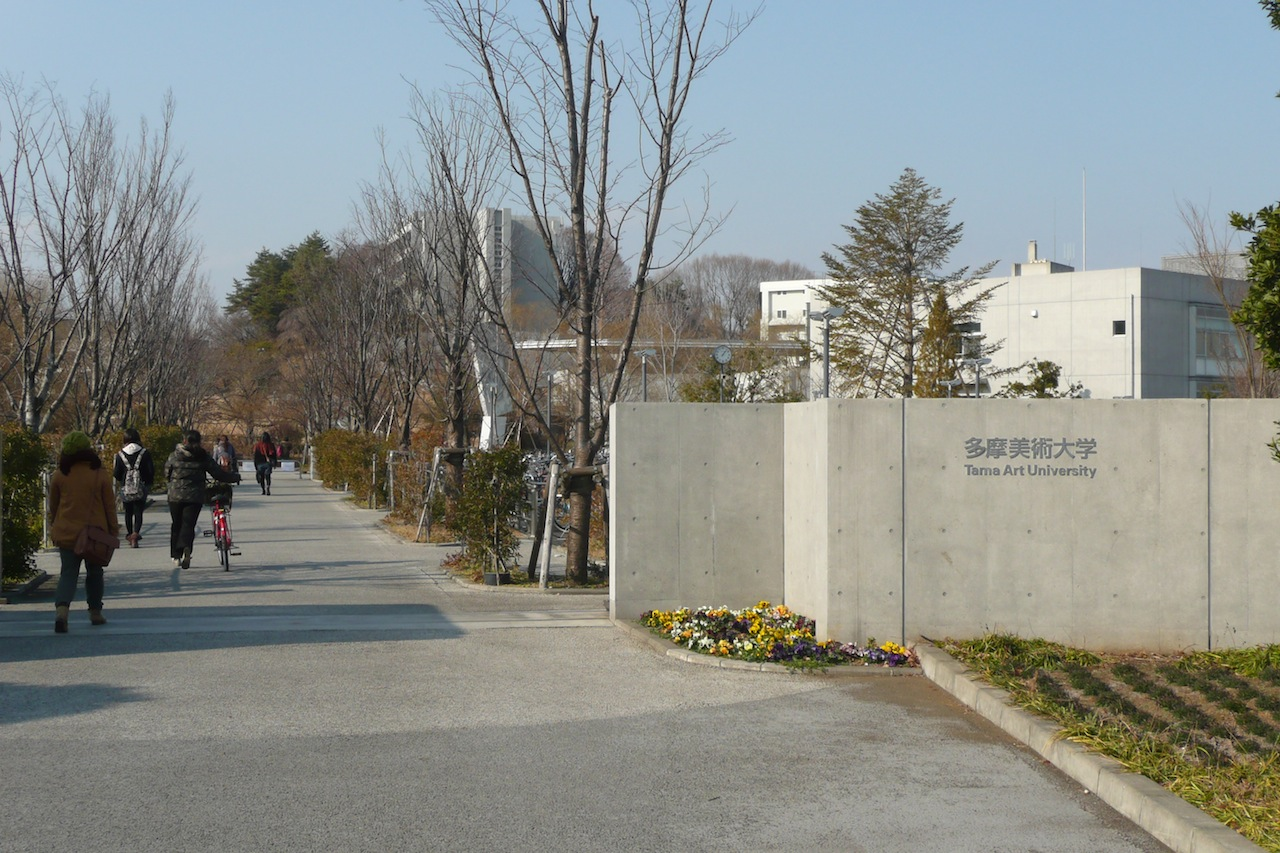
八王子キャンパス

南大沢駅・八王子駅南口から京王バス「多摩美術大学行」で約20分。
- 多摩美術大学図書館[64][65]
- メディアセンター
- アートテーク
- 工作センター
- 国際交流室
- アートとデザインの人類学研究所[66][8]人文科学・自然科学をふくめたサイエンスやデザイン分野との連携と協同を目標を掲げる。2005年 に設立された多摩美術大学「芸術人類学研究所」は2023年「アートとデザインの人類学研究所」へ名称変更。
- TAUホール
- レクチャーホール
- 多摩美術大学生涯学習センター
- アートアーカイヴセンター
- BLUE CUBE - 旧METROを多摩美術大学がレノベーションして美術館や多目的スペースへ[67][68][69]
- 学生寮
- 世界堂（画材店）[70][71]

アメリカのメディア・コングロマリット・ハースト・コーポレーションが発行するVerandaが多摩美術大学を「The 12 Most Beautiful College Campuses Around the World」の一つとして選出。
イギリス高等教育専門誌 タイムズ・ハイアー・エデュケーション「Times Higher Education（THE）」は多摩美術大学を「The 10 most beautiful universities in East Asia」に選出している。
ニューヨークに拠点を置くアメリカ合衆国の若者文化に焦点を置いたメディアであるComplex Networksのコンプレックス (雑誌)において多摩美術大学が The Top 50 Most Beautiful College Campuses に選出される。

### 上野毛キャンパス

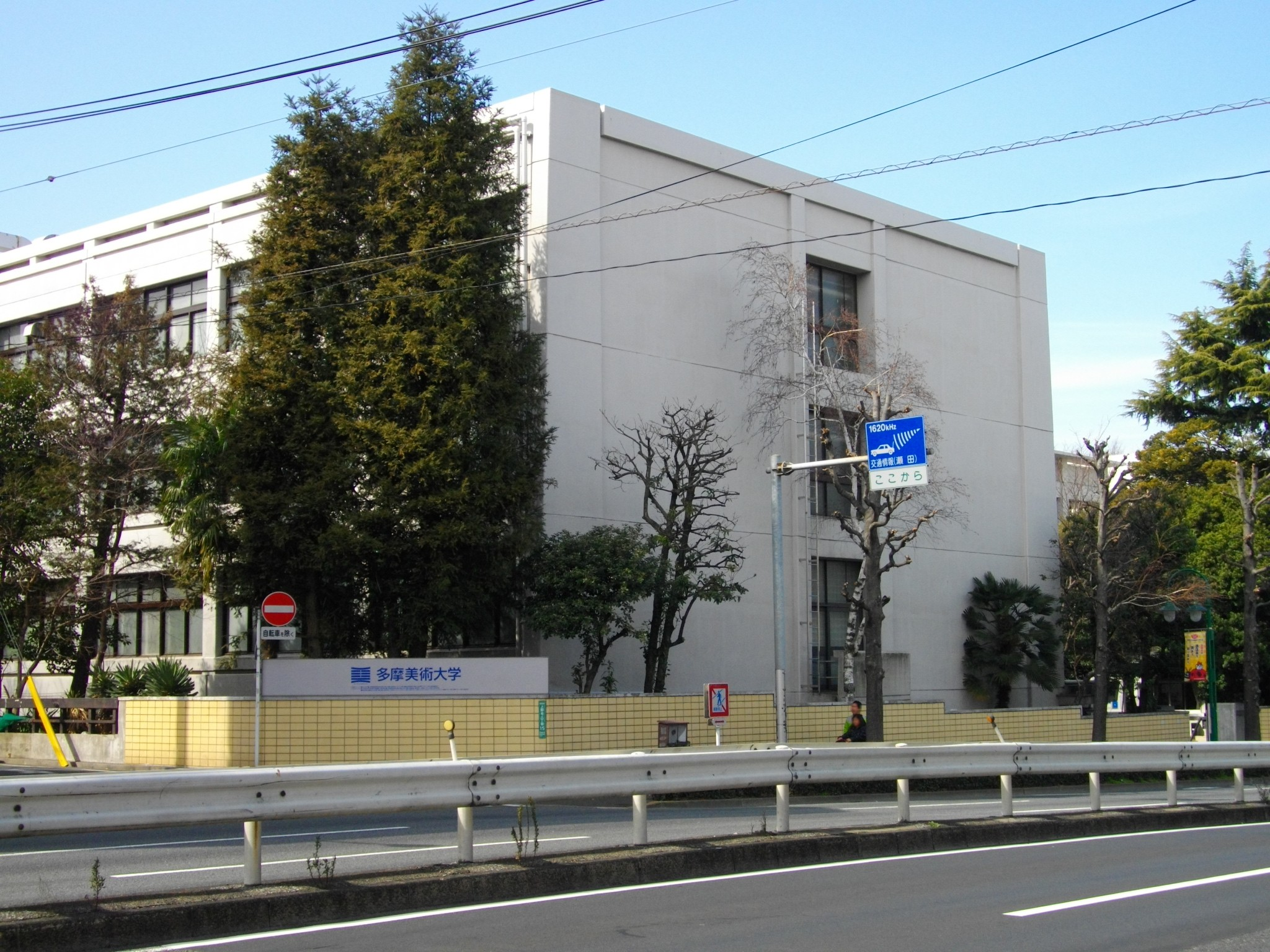
上野毛キャンパス

本部、大学院、美術学部統合デザイン学科、演劇舞踊デザイン学科
〒158-8558 東京都世田谷区上野毛3-15-34
上野毛駅徒歩3分
二子玉川駅東口より、徒歩12分
- 上野毛センター
- 演劇舞踊スタジオ
- TCL Lab[76]
- 多摩美術大学サーキュラーオフィス[77][78]
- 世界堂 ( 画材店 )[79]
- 食堂ラウンジ[80]

新棟は、旧本館・講堂の跡地に建設され、2025年秋竣工、2026年4月に学生の利用開始を予定
世界堂内にTAMABI-T（Tシャツ）など多摩美術大学公式グッズのポップアップストアがオープンしている。

## 行事

### オープンキャンパス
作品展示、講評会、ワークショップ、進学相談会などを開催する。

### 芸術祭
作品展示、ライブイベント、模擬店、フリーマーケット、進学相談会などを開催する。

### Web芸術祭
GMOペパボによる協賛を受け、2020年よりオンラインマーケット「minne」と「SUZURI」で作品を販売。

## 国際共同研究
- Pacific Rim[94][95][96][97]
- Connecting Wool[98]
- CMTEL(color/materials/trends exploration laboratory)[99]
- CO-CORE[100][101]
- バナナ テキスタル プロジェクト[102]
- Day-see プログラム[103]

## 産学共同研究
出典:
- 国際銅協会 International Copper Association(本部：米国ワシントンD.C. 会長：Steve Higgins) と一般社団法人日本銅センター(会長：村山誠一、JX金属) から作品創造の素材となる銅板を寄付を受け、多摩美術大学工芸学科金属プログラム研究室と協働。文化芸術産業を守る重要性を意識喚起し文化芸術産業を支援するためのCSR活動。[105]
- 「東京2020 NIPPONフェスティバル」共催プログラム[106][107]
- ソフトバンクグループと多摩美術大の共同プロジェクト[108]
- 株式会社ロコガイドと2019年から連携してUI/UXデザインに関する産学共同研究[109][110]
- 「映像音響を使った次世代の芸術表現の研究」をテーマとした、多摩美術大学とヒビノ株式会社の産学共同研究[111]
- オイシックス・ラ・大地×多摩美術大学　「食×デザイン」の領域で活躍する人材を増やすため産学連携プログラム[112][113]
- 株式会社リンレイと2016年より行ってきた産学共同の「日本のキレイ」プロジェクト[114]
- 「つやま家具プロジェクト」森林の環境問題をテーマに学生がデザインした「美作材」の家具[115]
- 八王子織物工業組合と多摩美術大学生産デザイン学科テキスタイルデザイン専攻の共同研究[116][117]
- DeNA×多摩美術大学　AI技術を活用した、新たなサービスデザインの研究[118][119][120]
- 多摩美術大学 × BIGLOBE　産学共同研究プロジェクト[121][122][123]
- 広告・クリエイティブの専門誌月刊「ブレーン」(株式会社宣伝会議)の企画でにんべんと多摩美術大学 統合デザイン学科 映像表現クラスがコラボレーション[124][125]
- アドビ社の協力を得て国内の大学で初めて全学生のAdobe Creative Cloudを無償で利用可能に学生のさらなる創作意欲に応える体制を強化。[126]
- 日本初、株式会社モノファクトリーをハブにしながら、伊藤忠リーテイルリンク株式会社(伊藤忠商事)、株式会社ナカダイ、ブックオフコーポレーション株式会社[127]、プラス株式会社の企業5社[128]と美術大学によるSDGs時代の廃棄物循環型経済モデル共創プロジェクト「すてるデザイン」[128][129][130][131][132][133]　プロジェクトの活動に加えて、世界の課題である「ゴミ問題」をデザインを通じて考えていく共創プロジェクト[134]の多摩美術大学TUB[135][136]やGOOD DESIGN Marunouchiで企画展を開催。[137][138][139][140]
- ソフトバンクイノベンチャー発コンセントで使った充電量を記録できるユビ電WeCharge充電設備[141][142][143]
- 東レ株式会社より人工皮革素材「ウルトラスエード®」の無償提供を受け2018年から「マテリアル・デザイン・クッキング　〜東レ株式会社×多摩美術大学　ウルトラスエード®の素材探究〜」[144][145][146]
- 福助株式会社の技術協力による実践的授業の実施[147][148]
- E.F.E株式会社×多摩美術大学による水発電技術の価値を無限大に広げる産学共同研究[149][150]
- 長瀬産業×資生堂×コンビ×多摩美術大学産学共同研究-サスティナブルな提案[151][152][153]。2018年より長瀬産業株式会社×大手メーカー2社×多摩美術大学産学共同研究を続けており、エレコムや花王、カシオ計算機、イトーキ、サムスン電子ジャパン、TOTO (企業)[154][155]も参加している。[156]
- 産学共同プロジェクト・直島キリスト教会(日本建築家協会優秀建築選100作品)[157][158][159]
- デュポン・MCC株式会社（デュポンと三菱ケミカルの 合弁会社）から支援をうけ人工大理石「コーリアン(R)」を使う産学共同プロジェクト[160][161]
- グラフィック・パッケージング・インターナショナル株式会社(en:Graphic Packaging)と多摩美術⼤学⽣産デザイン学科プロダクトデザイン研究室のAquaKote（アクアコート）の板紙を使用し「AQUA」をテーマにプロダクト開発の研究[162][163]、商品化。[164]製品「紙たわし」が、2022年度のグッドデザイン賞を受賞[165]。サステナブルな社会の実現を目指し、強度と耐水性の高さが特徴の同社製アクアコート原紙を生かした新たな商品を模索する中で生まれたもので、GPI社にて改良をして商品化[166][167]
- 株式会社電通国際情報サービス（ISID）研究開発組織であるオープンイノベーションラボ（イノラボ）+ 多摩美術大学と共同でITとデザインの視点でフードロス削減を考えるアイデアソン。[168]
- 凸版印刷株式会社と「空間演出へのデザイン戦略と企画・開発」に関する共同研究[169]
- 大東建託株式会社との産学共同研究[170][171]。大東建託ともに「次世代の賃貸住宅のプロトタイプ」を次世代の賃貸ユーザーとなる学生、環境デザイン学科、プロダクトデザイン学科、グラフィックデザイン学科、芸術学科などが参加する分野相互（interdisciplinary）共同開発プロジェクト。[172][173][174][175][176]商品化予定の1/2スケールのプロトタイプを大東建託株式会社 × 多摩美術大学 産学共同プロジェクト成果発表展にて展示。[177]大東建託との産学共同研究の次世代賃貸住宅が商品化が決定。[178][179][180][181][182][183]学生と共同開発した「ＶＩＳＩＯＮ　ＭｙＴＡＧ」を千葉県流山市に新設。Ｚ世代（２０代から３０代前半）のアイデアを反映させ、入居者同士の交流を後押しするさまざまな仕掛けを盛り込む。[184][185][186]
- 東京建物株式会社 BAG-Brillia Art Galleryにて多摩美術大学学科交流プロジェクトによる展覧会「日常の揺らぎ」を開催[187][188][189][190]
- 日本マクドナルド株式会社と世田谷区とともに、『気候変動』について考えて環境に配慮した行動を促すプロジェクト[191][192][193]
- 学生デザインのリサイクルボックスが小田急線各駅に設置[194][195][196]
- 東京イーストサイドホテル櫂会（東京都江東区）と多摩美術大学と産学協同企画として、アート作品を巡る「謎解き宿泊プラン」[197]
- 世田谷区と統合デザイン学科が「若者の投票率向上プロジェクト」[198]
- 聖路加国際病院（ロビー、屋上庭園他）に於いて「木との語らい」展 木彫刻によるアートテラピーの実践[199][200][201][202][203]
- 軽井沢病院・多摩美術大学「いのちの居場所～対話を生み出すテキスタイル」 プロジェクト[204][205][206][207][208][209]
- 一般財団法人 ポケモン・ウィズ・ユー財団 ( 株式会社ポケモン　任天堂 )と身の廻りにある様々なものを使って20体のポケモンを制作「ポケモンと考える アート・環境教育展」[210][211]
- 次世代の子育ての新たな可能性を探る、学科横断の産学連携授業でデザインアイデアを提案[212][213][214]
- 髙島屋「TSUNAGU ACTION WEEKS（ツナグ アクション ウィークス）」[215]
- シャネルの2022／23年 メティエダール コレクションでダンスパフォーマンスを披露。[216][217][218][219][220][221][222]
- 日本郵船と産学共同研究契約[223][224][225]　日本郵船と多摩美術大学による循環型社会と船員のウェルビーイングを考えた共同研究（今後も連携を継続）[226]「船員ユニフォーム開発プロジェクト」[227]
- ニコン デザインセンター×多摩美術大学 産学共同プロダクトデザイン展を開催[228][229][230][231]
- 東急不動産株式会社と多摩美術大学と産学共同研究契約を締結。[232][233]東急不動産株式会社をはじめとする6社が事業者として推進する新築分譲マンションにおいて、多摩美術大学の学生が「ギャラリー空間の基本計画」や「竣工後のワークショップ」など学生のアートを起点に地域とのつながりを創り出す提案を行う。入居者がアートの魅力や美しさに触れ合える機会を提供する。[234][235]
- 東京都と公益財団法人東京都歴史文化財団 アーツカウンシル東京は、多摩美術大学とともに「ネクスト・クリエイション・プログラム」の一環として「キッズユースオープンキャンパス」を開催。[236][237][238][239]
- 花王とコーセー協働で多摩美大生対象の化粧品をアップサイクルしたペンを使用したデザインコンテスト開催[240][241][242][243]
- TOPPAN株式会社と「空間や環境を構成する建装材に関するデザイン戦略の構築と企画・デザイン開発」に関する共同研究。TOPPANと産学連携 PBL成果報告展「“共創“が育まれる集合住宅の新しいコミュニケーションデザイン」に出展[244][245]

## 大学間連携共同推進
- 早稲田大学を主幹に国内外の関係機関と連携して実施する起業家育成プロジェクト 次世代アントレプレナー育成事業「EDGE-NEXT」協働機関[246][247]
- Tokyo United Network for Innovation with Technology and Entrepreneurs （T－UNITE）早稲田大学を中心に54の機関がプラットフォームT－UNITEを形成[248][249][250]
- 東京科学大学（東京工業大学）、一橋大学、多摩美術大学が連携した価値創造人材育成プログラム「Technology Creatives Program (通称テックリ)」を2022年度から開講（文部科学省の「大学等における価値創造人材育成拠点の形成事業」）[251][252][133][253]最先端のデザイン思考　社会人向けプログラムで3大学連携[254][255][256]
- 「医術と美術」包括連携締結により医療と芸術の分野融合の幅広い視野を活かして昭和大学と多摩美術大学テキスタイルデザイン専攻による企画展[257][258][259][260][261]
- 「医療とデザインの共同プロジェクト」順天堂大学泌尿器科・多摩美術大学情報デザイン学科　共同研究[262][263]
- 東京音楽大学、東京電機大学理工学部、多摩美術大学の学生によるイベント「TSUNAGU - transient texture technology」東京音楽大学 中目黒・代官山キャンパスの「音楽のみち」にて開催[264][265]

## アートイベント・展覧会
- TAMAVIVANT[266] 会場：多摩美術大学八王子キャンパスアートテークギャラリー
- 東京国際ミニプリント・トリエンナーレ[267] 会場：多摩美術大学美術館
- チャリティー・ビエンナーレ 多摩美術大学校友会[268][269] 会場：光村印刷・光村グラフィックギャラリー
- 日本演劇学会全国大会 テーマ「演劇と美術」・研究展示「近代日本の演劇と吉田謙吉」・シンポジウム　演劇と美術の新しい形を考える1週間 2022年[270][271]
- 多摩美術大学助手展[272][273][274]　会場：八王子キャンパス、東京ミッドタウン
- アートアーカイヴシンポジウム　活動や研究成果を発表。[275][276][277][278][279]シンポジウムの動画が公開されている。[280]
- Tama Design University - 2021年から、誰もが参加できる「デザインの大学」ヴァーチャル大学 x 期間限定開校[281][282][283][284]。新たなデザイン領域を知る、講義プログラム公開。[285][286][287][288]講義のアーカイヴ動画も公開されている。[289]　デザインの新しい学びの場と評価されグッドデザイン賞を受賞[290]
- 「多摩美術大学 演劇舞踊デザイン学科 オープンクラス2023 野田秀樹特別ワークショップ」を一般にも開放 して開催[291][292][293]
- Tama Design High School　東京ミッドタウン・デザインハブ[294][295]とYouTube LIVEにて、誰でも無料で聴講可能なデザイン講義シリーズを中心としたイベントを開催[296][297][298][299]
- 「NVCA: New Value Creation Academy（新価値創造アカデミー）」[300][301][302]東京科学大学（東京工業大学）、多摩美術大学、一橋大学が共同で運営する文部科学省の「大学等における価値創造人材育成拠点の形成事業」「Technology Creatives Program (通称：テックリ)」が新しい価値を創造する人材を育てる協働プログラム「NVCA: New Value Creation Academy（新価値創造アカデミー）」を無料公開。[303][304][305]
- AIやサーキュラーなど5つの最先端のテーマを研究するプラットフォームをスタート。ヴァーチャル大学「 Tama Design University」の枠組みを展開させ、「AIとデザイン」「サーキュラーデザイン」「ストラテジックデザイン」「デザイン人類学」「遊びのデザイン」を5つのテーマとして掲げこれからの社会を共に考える多種多彩な先端領域を扱うプラットフォームを実施する。[306][307][308][309][310]
- 多摩美術大学学生たちが、藤沢・江島神社と鎌倉・円覚寺との合同祭礼として斎行された６０年に１度しか行われない「洪鐘弁天大祭（通称：洪鐘祭（おおがねさい）」の絵巻を制作。[311][312][313]

## 対外関係

### 包括連携協定
- 昭和大学[316]　昭和大学横浜キャンパスにおいて、昭和大学×多摩美術大学・メディカルデザイン研究所（Institute of Medical Design 【IMD】）を開所。[317]医学と美術・デザイン領域が融合、新たな文化の創造をめざす。両大学の教員・スタッフで構成される所員はそれぞれの大学施設を相互利用して研究を行う。[318][319]
- 早稲田大学[320]
- 小田急電鉄[321]
- 相模原市
- 山梨県[322][323]山梨県は、デザイン推進拠点として、県立美術館附属『山梨デザインセンター』を県庁舎内に開設する。包括連携協定を締結する多摩美術大学協力のもと、日本を代表するデザイナーが参画する。[324][325]
- 町田市[326]

### 連携協力協定
- メルセデス・ベンツ日本株式会社 (メルセデス・ベンツ・グループ)[327][328]

### ARTSAT Project
- 東京大学[329]

### 海外協定校
- タイ
  - シラパコーン大学
    - Master's Double Degree Program ダブルディグリープログラムとは、本学と海外協定校の両方で学び、修了時に二つの学位が取得できる制度。2025年現在、多摩美術大学はタイ王国シラパコーン大学（国立）と修士課程でのダブルディグリー協定（Master’s Double Degree Program: 以下MDDP）を結んでいる。[332]
- 中国
  - 清華大学美術学院
  - 中央美術学院
- 韓国
  - 弘益大学校
  - 東亜大学校
  - ソウル大学校美術大学
  - 梨花女子大学校造形芸術大学
- 台湾
  - 国立台北芸術大学
- インド
  - ナショナル・インスティテュート・オブ・デザイン
- フィンランド
  - アアルト大学美術・デザイン・建築学部
- アメリカ合衆国
  - アートセンター・カレッジ・オブ・デザイン
  - シンシナティ大学
- ドイツ
  - ベルリン芸術大学
- オランダ
  - ヘリット・リートフェルト・アカデミー
- イギリス
  - ロイヤル・カレッジ・オブ・アート
  - ロンドン芸術大学チェルシー・カレッジ・オブ・アーツ
  - グラスゴー美術学校
  - ロンドン・カレッジ・オブ・ファッション
- ノルウェー
  - オスロ国立芸術大学
- スウェーデン
  - ヨーテボリ大学ファインアート・応用美術・舞台芸術学部
- フランス
  - 国立高等装飾美術学校
- スイス
  - ローザンヌ州立美術学校
- オーストリア
  - ウィーン応用美術大学

## 国際機関加盟団体
- World Design Organization [ en:International Council of Societies of Industrial Design ][333]
- Cumulus Association [ en:Cumulus Association ][334]
- アジア演劇教育研究センター（ATEC）[333]

## 多摩美術大学奨学金
- 日本学生支援機構奨学金やその他財団の主な奨学金の情報を提供するだけでなく、多摩美術大学独自の返還不要な奨学金の充実を図っている。[335][336][335]

## 多摩美術大学授業料減免制度
- 多摩美術大学独自の３種類の減免制度、経済的支援授業料減免制度、兄弟姉妹授業料減免制度、博士前期課程授業料減免制度が書類申請と審査を経て給付される。[337]

## 高等教育の修学支援新制度
本学は2020年4月から開始された「高等教育の修学支援新制度」いわゆる「大学無償化」対象校に選定されている。入学予定者・在学生に対する支援の詳細は、文部科学省、日本学生支援機構のwebサイトを参照し申請が必要。

## 地域との主な連携プロジェクト
- タマリバーズ[339][340] 多摩美術大学×二子玉川ライズ 地域連携アートプロジェクト[341][342][343]2016年度より、このPBL科目として、産学連携のカリキュラムを展開しています。アートやデザインが、なぜ社会と人間に不可欠なものであるのかを『タマリバーズ』を通じて模索[344][345][346]
- 多摩美術大学 × 玉川髙島屋S・C 学生による看板デザイン[347]
- さがまちコンソーシアム[348]
- 八王子学園都市大学（愛称：いちょう塾）[要出典]
- アートラボはしもと - 相模原市と多摩美術大学を含む4大学との基本協定。大学と自治体による連携した取り組み[349]。
- あそびじゅつ[350]
- 出前アート大学[351][352]
- Down's Town Project[353][354][355][356][357]
- 東京ミッドタウン OPEN THE PARK「こいのぼりGALLERY」[358]
- 二子玉川にある玉川髙島屋TSUNAGU ACTION WEEKSで展示。[359][360][361]2022年、統合デザイン学科ゼミに所属する学生が多摩美術大学と日本菓子専門学校との合同プロジェクト[362]として社会課題を考えるお菓子「新しいお菓子体験をデザインする」をテーマにした授業に取り組み、生み出されたお菓子が玉川髙島屋で展示される。[363][364]
- TAMABI トーク・ラウンジ[365]多摩美術大学のリベラルアーツを一般向けに公開教養講座。
- Tokyo Midtown DESIGN TOUCH 2022連携企画「デザイン人類学宣言！」[366][367]
- 「東京ドキュメンタリー映画祭2022」プレイベント[368][369]
- 東京ミッドタウン・デザインハブ企画展「ゼミ展 」[370][371][372][373]
- 多摩美術大学・地域住民のアート作品が街を彩る「橋本の街をキャンバスに！SDGsカラーアートプロジェクト」JT、相模原市SDGs推進室、「さがみはらSDGsパートナー」2団体と協働[374]

## 高大連携授業
- 2004年から、東京都立芸術高校、東京都立片倉高校、2007年からは東京都立八王子桑志高校、2008年からは東京都立工芸高校、2015年以降からは東京都世田谷総合高校、神奈川県弥栄高校、千葉県立幕張総合高校、工学院大学附属中学校・高等学校、[375]不二聖心女子学院[376]と連携を開始。[377][378][379]
- 東京工業大学附属科学技術高校(建築デザイン分野)で多摩美術大学の教員による本学附属高校生徒向けの「特別講義」。多摩美術大学美術学部環境デザイン学科教員が環境デザインをテーマにした特別講義を行い、出席した生徒たちと活発に意見交換[380][381]

## 企業からの評価
学生の意向を尊重したうえでキャリア支援を行う主体的な就職活動が結果的に高い就職率に結びついていると考えており、デザイン系学科の就職率の高さもさることながら絵画学科、彫刻学科、工芸学科などのアート系学科の就職希望者を分母として割り出した就職率は90％を超えている。

## クラブ・サークル
文化連合会が音楽、美術、研究、身体表現、創意表現など25団体あり、体育連合会が球技、武道や山岳など13団体が活動している。

## 大学関係組織

### 一般社団法人多摩美術大学校友会
出典: 
同窓会組織であり、多摩帝国美術学校、多摩造形芸術専門学校、多摩美術短期大学、多摩美術大学、多摩美術大学大学院、多摩芸術学園を卒業、あるいは、修了したものが、会員となっている。

## 不祥事
- 2014年5月、同大学在学中の韓国人留学生がJR橋本駅近くの路上で女性に声をかけ、「殺すぞ」などと脅して女性を自宅に連れ込み暴行しようとしたことで、同年6月30日に神奈川県警相模原北署に逮捕されたと報じられた[388]。これを受け、大学側も同年7月4日に五十嵐威暢学長（当時）名義で「本学留学生の事件に関するお詫び」と題した謝罪文を公式ホームページ上で公開した[389]。
- 2015年8月、統合デザイン学科教授の佐野研二郎と香取有美（両名ともグラフィックデザイン学科卒業）が手がけた大学の公式広告「MADE BY HANDS.」について、インターネット上の画像（ニューススサイト「GLAFAS」の写真等）を無断で使用しているのではないかと指摘された[390]。これを受け大学は公式ホームページで公開していた「MADE BY HANDS.」の紹介ページを削除し、取材に対して「一般の方々からの問い合わせがあまりにも多く、掲載を見合わせた」と総務課が説明した[391]。
- 2018年2月、彫刻学科の大学院生有志が同学科の教員による各種ハラスメントを告発する文書を実名入りでインターネット上に公開した[392][393]。同大学非常勤講師で美術史家の荒木慎也は、同問題の背景を説明するとともに、彫刻学科教授の笠原恵実子の雇用継続・配置換えをめぐる、大学（建畠晢学長）とプレカリアートユニオンの団体交渉の経緯をまとめた記事を発表している[394]。